# سلامت بهداشت و روان در طول دنیاگیری کووید ۱۹
همه‌گیری COVID-19 بر سلامت روان مردم در سراسر جهان تأثیر گذاشته‌است. این بیماری همه گیر باعث اضطراب، افسردگی و علائم اختلال استرس پس از سانحه شده‌است. این بیماری همه گیر به روابط اجتماعی، اعتماد به نهادها و سایر افراد آسیب رسانده، باعث تغییراتی در کار و درآمد شده و بار قابل توجهی از اضطراب و نگرانی را بر مردم تحمیل کرده‌است. زنان و جوانان با بیشترین خطر ابتلا به افسردگی و اضطراب روبرو بوده‌اند.
COVID-19 مشکلات ناشی از اختلالات مصرف مواد (SUDs) را تشدید کرد. همه‌گیری به‌طور نامتناسبی بر افراد مبتلا به SUD تأثیر می‌گذارد. پیامدهای سلامتی SUDها (به عنوان مثال، بیماری‌های قلبی عروقی، بیماری‌های تنفسی، دیابت نوع ۲، سرکوب سیستم ایمنی و افسردگی سیستم عصبی مرکزی، و اختلالات روانی)، و چالش‌های محیطی مرتبط (مانند بی‌ثباتی مسکن، بیکاری، و دخالت سیستم‌های قضایی در زندگی مردم)، با افزایش خطر ابتلا به COVID-19 مرتبط هستند. قوانین حبس و همچنین بیکاری و اقدامات ریاضتی مالی در طول دوره همه گیر و پس از آن نیز می‌تواند بر بازار مواد مخدر غیرقانونی و الگوهای مصرف در میان مصرف‌کنندگان مواد غیرقانونی تأثیر بگذارد.
اقدامات انجام شده برای کاهش همه‌گیری (مانند فاصله گذاری فیزیکی، قرنطینه و انزوا) می‌تواند تنهایی، علائم سلامت روان، علائم ترک و آسیب روانی را بدتر کند.

## علل

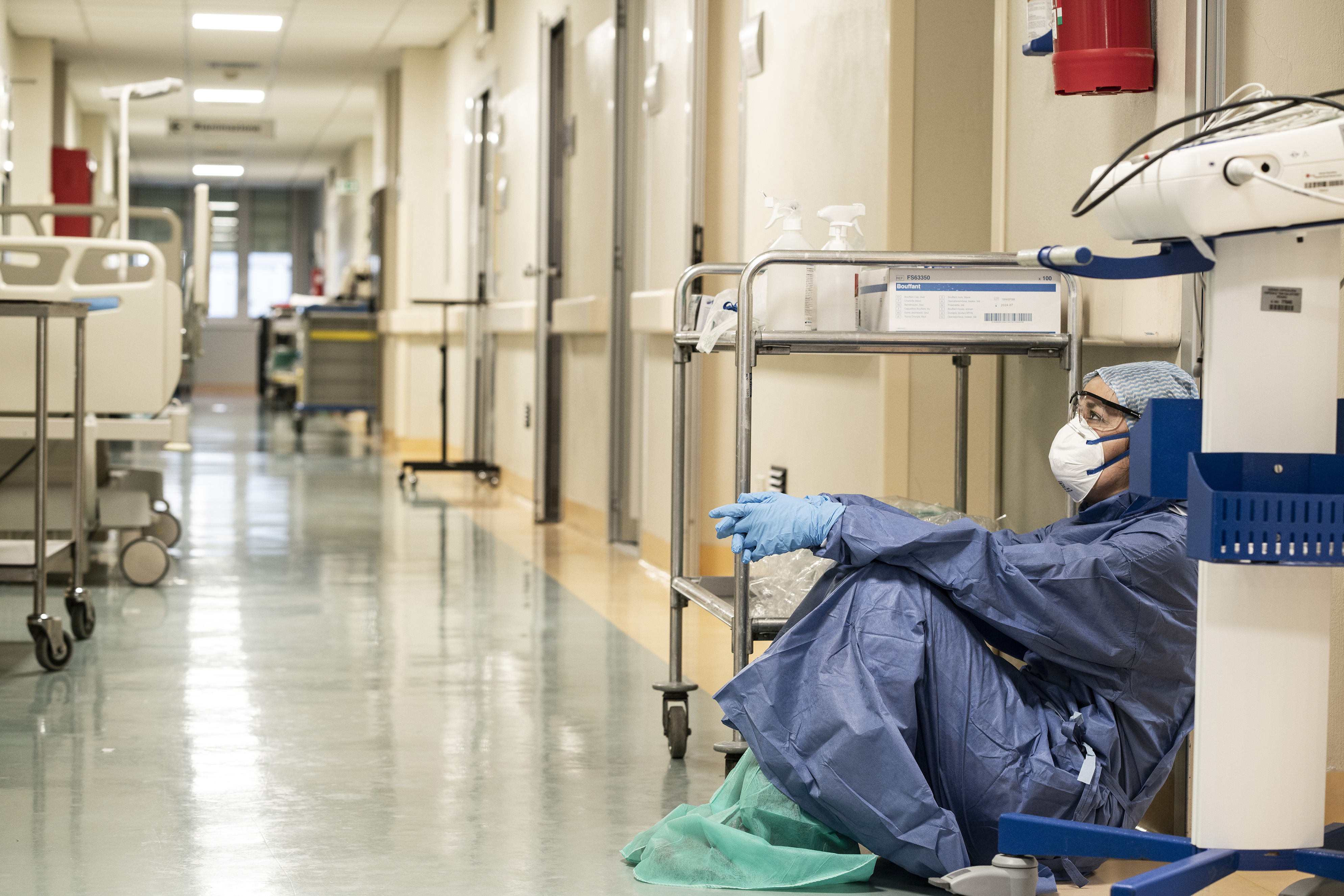
یک پزشک متخصص بیهوشی خسته در پسارو، ایتالیا، مارس ۲۰۲۰ میلادی

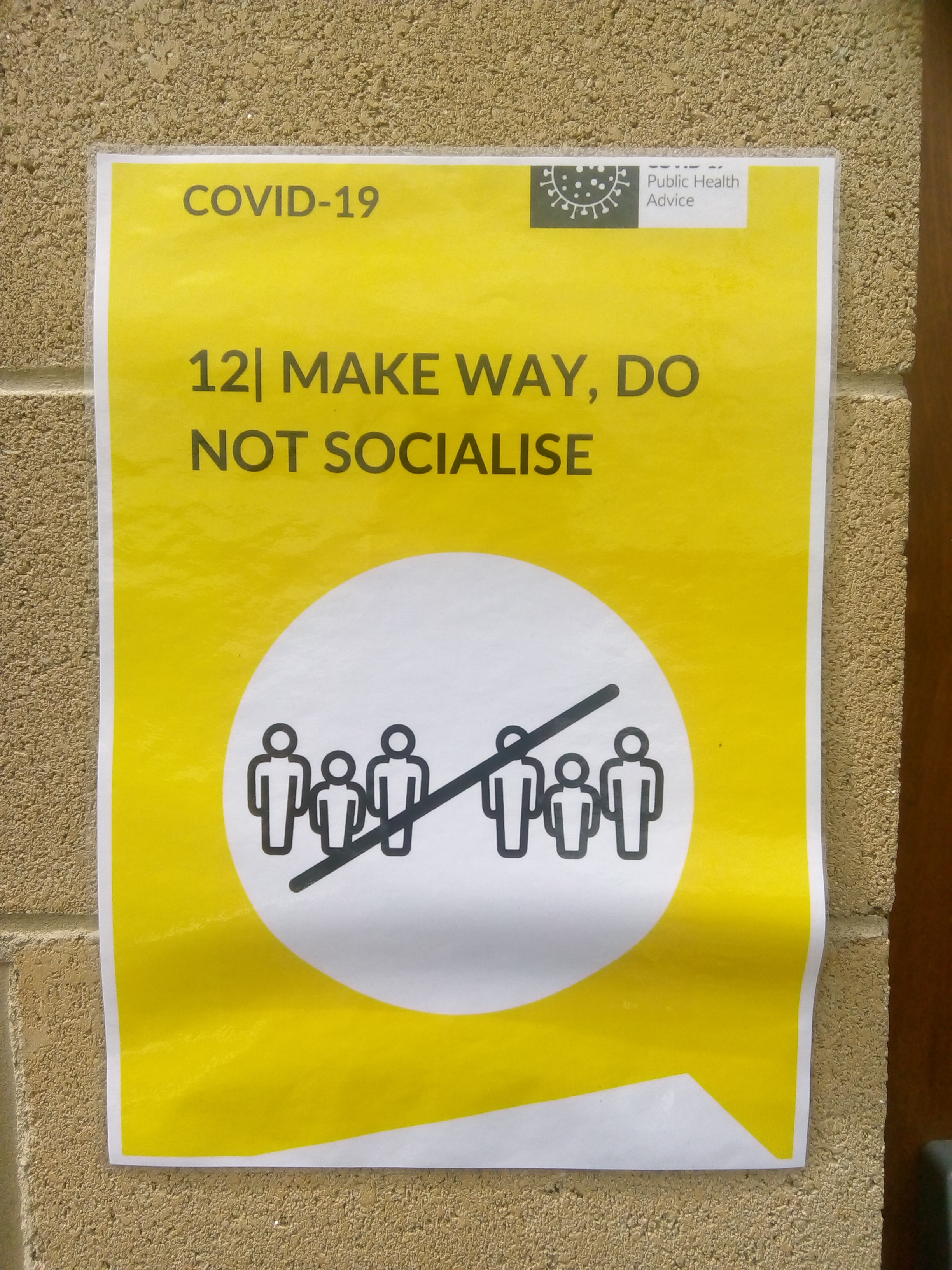
نشانی در یک باشگاه ورزشی در ایرلند به دلیل خطر ابتلا به عفونت، تشویق به جلوگیری از تماس‌های اجتماعی گاه به گاه جلوگیری می‌کند. از دست دادن این نوع تعاملات بر بسیاری از افراد در طول همه‌گیری تأثیر گذاشته‌است.

علل شناخته شده مسائل مربوط به سلامت روان در طول همه‌گیری شامل ترس از داشتن ویروس در بدن، انگ مرتبط با داشتن آن، انزوا (تحمیل شده توسط افرادی که به تنهایی یا مطابق با قرنطینه پناه می‌گیرند) و ماسک بوده‌است. میلیاردها نفر به کار از راه دور، بیکاری موقت، آموزش در خانه یا آموزش از راه دور، و عدم تماس فیزیکی با اعضای خانواده، دوستان و همکاران روی آوردند.

### ناشناخته‌ها
با شروع همه‌گیری، خطرات نامشخص بودند. با هجوم افراد بیمار به بیمارستان‌ها و ارائه توصیه‌های رسمی، کمبود اطلاعات باعث افزایش استرس و اضطراب شد. ابهامات زیادی در آغاز همه‌گیری وجود داشت، از جمله تخمین خطر عفونت، همپوشانی علائم بین COVID-19 و سایر مشکلات سلامت.

### نبود آماگی
در طول موج اول این بیماری همه گیر، منابع ذخیره شده برای شریط بحرانی به سرعت به پایان رسیدند. برجسته‌ترین موارد این منابع عبارتند از تجهیزات حفاظتی شخصی برای کارکنان بیمارستان و دستگاه‌های تنفس مصنوعی برای درمان. یک مطالعه گزارش داد که ۶۳٫۳٪ از پرستاران با این بیانیه موافق، «من در مورد تجهیزات حفاظت شخصی ناکافی برای پرسنل بهداشت و درمان نگران هستم».

### انگ اجتماعی
در هنگام شروع همه‌گیری، هرکسی که با افراد آلوده ارتباط برقرار می‌کرد، باید این احتمال را که ممکن است خودش آلوده شده باشد و در نتیجه ممکن است خطر ناشناخته‌ای برای خانواده‌اش و دیگران داشته باشد را بررسی کند. در برخی موارد این انگ اجتماعی فقط در ابتدای دنیاگیری مشاهده شد.

### انزوا
بسیاری از خانه‌های مراقبت سالمندان و افراد نیازمند به مراقبت ساکنان خود را در معرض انزوای اجباری قرار دادند. افرادی که در این خانه‌ها بودند، شبانه‌روزی در اتاقهایشان حبس شده بودند حتی در هنگام صرف غذا و هنگام تحویل وعده‌های غذاییشان. بازدید از این افراد نیز مجاز نبود و هیچ رابطه اجتماعی در بین ساکنان وجود نداشت و اجازه داده نمی‌شد.

### احساس ناتوانی و بی‌قدرتی
پرستاران ساعات طولانی تری در طول بیماری همه گیر کار می‌کردند که باعث افزایش اضطراب در بسیاری از افراد شد. بسیاری از بیماران بیمارستان بسرعت به بخش‌های ICU و در نهایت به مرگ رسیدند. فقدان درمان‌های تأیید شده به این معنی بود که مراقبت‌های تکنسینی (اکسیژن تکمیلی، دستگاه تنفس و اکسیژن رسانی غشایی خارج از بدن) تنها گزینه بود. در برخی موارد، این باعث ناامیدی و احساس ناتوانی می‌شد.

## پیشگیری و مدیریت

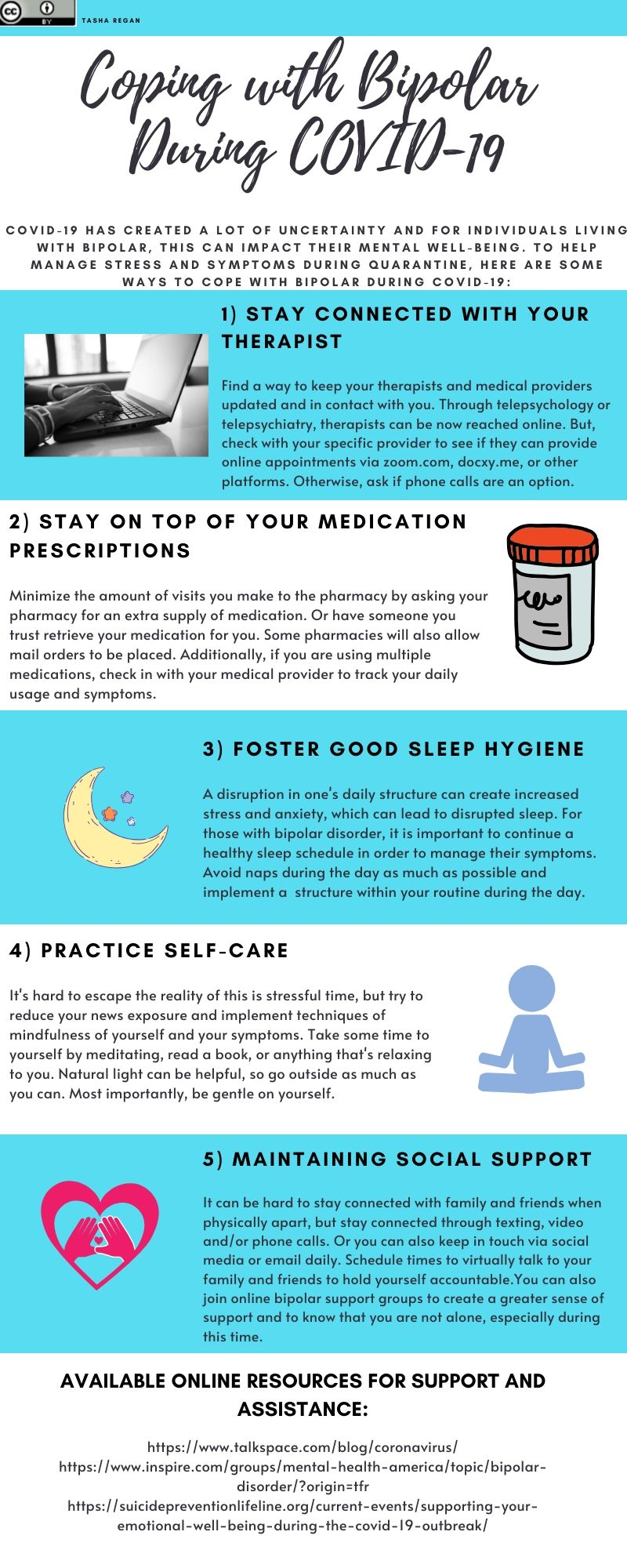
مقابله با اختلال دوقطبی و سایر مشکلات سلامت روان در طول اینفوگرافیک COVID-19

دستورالعمل‌های مربوط به سلامت روان و حمایت روانی-اجتماعی کمیته دائمی بین سازمانی سازمان ملل متحد توصیه می‌کند که حمایت از سلامت روان در مواقع اضطراری «هیچ آسیبی وارد نکند، حقوق بشر و برابری را ارتقا بخشد، از رویکردهای مشارکتی استفاده کند، بر منابع و ظرفیت‌های موجود استوار باشد و مداخلات چند لایه و کار با سیستم‌های پشتیبانی یکپارچه را در نظر بگیرد."
یکی از نویسندگان اجرای عادت‌هایی را پیشنهاد کرد که به عنوان «PPE روانی» عمل می‌کنند. این عادات شامل تغذیه سالم، مکانیسم‌های مقابله ای سالم و تمرین روش‌های ذهن آگاهی و آرامش است.

### دستورالعمل‌های سازمان بهداشت جهانی و مراکز کنترل بیماری
WHO و CDC دستورالعمل‌هایی را برای به حداقل رساندن مشکلات سلامت روان در طول همه‌گیری منتشر کردند. دستورالعمل‌های خلاصه شده عبارتند از:

#### برای عموم مردم
- با افراد آسیب دیده همدل باشید.
- هنگام توصیف افراد آلوده از زبان اول مردم استفاده کنید. (مثلاً به جای گفتن «یک فرد اسکیزوفرنی، بگویید «یک فرد مبتلا به اسکیزوفرنی»).[۲۰]
- برای کاهش اضطراب، تماشای اخبار را به حداقل برسانید. اطلاعات را فقط از منابع قابل اعتماد، ترجیحاً یک یا دو بار در روز جستجو کنید.
- از خود محافظت کنید و از دیگران حمایت کنید.
- داستان‌های مثبت افراد آلوده محلی را منتشر و تعریف کنید.
- به کارکنان مراقبت‌های بهداشتی که از مبتلایان به COVID-19 مراقبت می‌کنند، احترام بگذارید.
- تفکر مثبت داشته باشید.
- به سرگرمی‌های خود مشغول شوید.
- از راهبردهای مقابله ای منفی مانند اجتناب از شلوغی و پوشش خبری همه گیر اجتناب کنید.

#### برای کارکنان مراقبت‌های بهداشتی
کارکنان مراقبت‌های بهداشتی چه چیزی را تجربه می‌کنند؟
- احساس فشار در یک بحران طبیعی است. سلامت روان به اندازه سلامت جسمی مهم است.
- پرستاران نرخ بالاتر از خستگی، مشکلات خواب، اختلالات افسردگی، اختلال استرس پس از سانحه، و اضطراب را تحمل می‌کنند
- کمبود تجهیزات حفاظت شخصی باعث احساس نا امنی در پرستاران می‌شود.
- افرادی که درخط مقدم مراقبت‌های بهداشتی کار می‌کنند تجربه سطوح بالاتری از استرس را دارند.
- پرستاران استرس بالا را بیان کردند. مراقبت مستقیم از بیمار باعث افزایش درک خطر می‌شود. پرستاران واکسینه شده نسبت به دیگران خستگی کمتری داشتند.[۹] پرستاران شاغل با بیماران مبتلا با اضطراب بیشتر مواجه، افسردگی، و پریشانی بودند. پرستاران غیر خط مقدم افسردگی کمتر به نمایش گذاشتند.[۱۱]

کارکنان مراقبت‌های بهداشتی چه اقداماتی می‌توانند انجام دهند؟
- راهبردهای مقابله ای را اتخاذ کنید، استراحت کافی داشته باشید، غذای سالم بخورید، از نظر بدنی فعال باشید، از مصرف دخانیات، الکل یا مواد مخدر اجتناب کنید.
- با عزیزان خود در ارتباط باشید، از جمله به نحو دیجیتال و تصویری.
- از راه‌های قابل درک برای به اشتراک گذاشتن پیام‌ها با افراد دارای معلولیت استفاده کنید.
- بدانید چگونه افراد را با منابع موجود پیوند دهید.
- مشاوره آنلاین می‌تواند خطر بی خوابی، اضطراب و افسردگی/فرسودگی شغلی را کاهش دهد.[۲۱]

#### برای رهبران تیمی در مراکز بهداشتی
- به جای نتایج کوتاه مدت، بر ظرفیت شغلی بلندمدت تمرکز کنید.
- از ارتباطات با کیفیت خوب و به روز رسانی دقیق اطمینان حاصل کنید.
- اطمینان حاصل کنید که کارکنان از منابع علمی سلامت روان آگاه هستند.
- کارکنان را در مورد چگونگی ارائه کمک‌های اولیه روانشناختی به آسیب دیده راهنمایی کنید.
- اطمینان حاصل کنید که اورژانس‌های سلامت روان در مراکز مراقبت‌های بهداشتی مدیریت می‌شوند.
- اطمینان از در دسترس بودن داروهای روانپزشکی ضروری در تمام سطوح مراقبت‌های بهداشتی حاصل کنید.
- با استفاده از رهبری قوی و ارتباط شفاف، صادقانه و باز، با احساسات اضطراب و افسردگی مقابله کنید.[۲۲]
- از غربالگری گسترده برای شناسایی کارگرانی که نیاز به حمایت از سلامت روان دارند استفاده کنید.[۲۳]
- پشتیبانی سازمانی را ارائه دهید
- پشتیبانی همتایان را تسهیل کنید[۲۳]
- برای کاهش استرس، برنامه‌های کاری را بچرخانید.[۲۴]
- اجرای مداخلات متناسب با نیازهای محلی و ایجاد محیط‌های مثبت و حمایتی.[۲۴]

#### برای مراقبین کودک
- رفتارهای سالم، مهارت‌های مقابله ای و کارای سالم و تکراری را الگو قرار دهید.[۲۵][۲۶][۲۷][۲۸][۲۹][۳۰][۳۱]
- بر اساس ارتباطات و احترام از رویکرد فرزندپروری مثبت استفاده کنید.[۲۷][۲۸][۳۰]
- روالهای خانوادگی را حفظ کنید و فعالیتهای متناسب با سن را برای تدریس مسوولیت پذیری به کودکان فراهم کنید.[۲۵][۲۹][۳۱][۳۲]
- کووید-۱۹ و مداخلات لازم را به روش‌های متناسب با سن توضیح دهید.[۲۶][۲۷][۲۸][۳۰][۳۱][۳۲][۳۳]
- رسانه‌های اجتماعی کودکان را کنترل کنید.[۲۵][۲۸][۳۲]
- افکار و احساسات کودکان را اعتبارسنجی کنید و به او کمک کنید تا راه‌های مثبتی برای بیان احساسات پیدا کند.[۲۸][۳۱]
- تا حد امکان از جدا کردن کودکان از والدین/مراقبان خود خودداری کنید. از تماس منظم با والدین و مراقبان، برای کودکان در انزوا اطمینان حاصل کنید.[۲۵][۳۳][۳۴]

#### برای افراد مسن، افراد مبتلا به بیماری‌های زمینه ای و مراقبین آنها
- افراد مسن و خصوصاً کسانی که در انزوا هستند ممکن است بیشتر مضطرب، عصبانی، یا درخود مانده شوند. برای آنان حمایت عملی و عاطفی را از طریق مراقبان و متخصصان مراقبت‌های بهداشتی فراهم کنید.
- حقایق مربوط به بحران را به اشتراک بگذارید و اطلاعات روشنی در مورد چگونگی کاهش خطر عفونت بدهید.
- دسترسی به داروهای فعلی را حفظ کنید.
- از قبل دریابید که از کجا و چگونه می‌توانید از کمک عملی استفاده کنید.
- تمرینات ورزشی روزانه در خانه را بیاموزید و انجام دهید.
- برنامه‌های منظم داشته باشید.
- با عزیزان در تماس باشید.
- سرگرمی‌ها یا کارهای منظم خود را ادامه دهید.
- با تلفن یا اینترنت صحبت کنید یا با دیگران یک فعالیت سرگرم‌کننده انجام دهید.
- با تهیه غذا/وعده‌های غذایی به دیگران و به جامعه خود کمک کنید.

#### برای افراد در انزوا
- با دیگران در ارتباط باشید و شبکه‌های اجتماعی خود را حفظ کنید.
- به نیازها و احساسات خود توجه کنید. در فعالیت‌های آرامش بخش شرکت کنید.
- از گوش دادن به شایعات خودداری کنید.
- فعالیت‌های جدیدی آغاز کنید.
- روال‌ها و عادات خود را حفظ کنید.

CDC اعلام کرد که شهروندان باید "سعی کنند فعالیت‌های لذت بخش انجام دهند و تا آنجا که ممکن است به زندگی عادی " در هنگام بحران برگردند. یک مطالعه بررسی شده که در سال ۲۰۲۱ منتشر شد، نشان می‌داد که انجام بازی‌های ویدیویی ممکن است تأثیر مثبتی بر سلامت روان و رفاه بازیکنان داشته باشد و فرصت‌هایی برای ایجاد روابط اجتماعی و ارتباط فراهم کند.

## تأثیرات

### افراد مبتلا به اختلالات سلامت روان
یکی از بزرگ‌ترین بحران‌های جهانی در نسل‌ها، همه‌گیری COVID-19 پیامدهای شدید و گسترده‌ای برای سیستم‌های بهداشتی، اقتصادها و جوامع داشته است. افراد بی‌شماری جان خود را از دست داده‌اند یا زندگی خود را از دست داده‌اند. خانواده ها و جوامع تحت فشار قرار گرفته و از هم جدا شده اند. کودکان و نوجوانان فرصت یادگیری و معاشرت را از دست داده اند. مشاغل ورشکسته شدند. میلیون ها نفر زیر خط فقر قرار گرفته اند. سلامت روان به طور گسترده ای تحت تاثیر قرار گرفته است. بسیاری از ما مضطرب تر شدیم. اما برای برخی از کووید-19 مشکلات سلامت روانی بسیار جدی تری را ایجاد کرده یا تشدید کرده است. تعداد زیادی از مردم پریشانی روانی و علائم افسردگی، اضطراب یا استرس پس از سانحه را گزارش کرده اند.
بررسی‌های جهانی انجام‌شده در سال‌های 2020 و 2021 نشان می‌دهد که سطوح استرس، بی‌خوابی، اضطراب و افسردگی بالاتر از حد معمول است. تا سال 2022، سطوح کاهش یافته بود اما همچنان بالاتر از قبل از سال 2020 بود. این بیماری همه گیر به طرق مختلف بر سلامت روان و رفاه عمومی تأثیر گذاشت، از جمله از طریق انزوا و تنهایی، از دست دادن شغل و بی ثباتی مالی، و بیماری و اندوه.

## عواقب طولانی مدت
طبق دستورالعمل‌های Inter-Agency Standing Committee (IASC) در مورد سلامت روان و پشتیبانی روانی اجتماعی، این بیماری همه گیر عواقب طولانی مدت را به همراه دارد. وخامت شبکه‌های و روابط اجتماعی و اقتصادها، ننگ بازماندگی از بیماری، عصبانیت و پرخاشگری و بی‌اعتمادی به اطلاعات رسمی از جمله عواقب طولانی مدت است. در حالی که برخی از عواقب منعکس کننده خطرات واقع بینانه است، اما بعضی از آنان ناشی از عدم دانش است. بسیاری از اعضای جامعه نوع دوستی و همکاری را در یک بحران نشان می‌دهند و برخی از آنها رضایت از کمک به دیگران را تجربه می‌کنند. برخی ممکن است تجربیات مثبتی مانند غرور در مورد مقابله با این دنیاگیری را داشته باشند. در یک مطالعه، چگونگی مقابله و یافتن معنا در ۳۰ میان کشور بررسی شده‌است. این مطالعه گزارش داده‌است که افرادی که قادر به تغییر تجربیات خود به روشی مثبت بودند، از افسردگی، اضطراب و استرس پایین‌تری برخوردار بودند. جنسیت، عوامل اجتماعی-اقتصادی، سلامت جسمی و کشور مبدأ با این نتایج در تناقض نبودند. یک مطالعه دیگر در مورد نزدیک به ۱۰۰۰۰ شرکت کننده از ۷۸ کشور نیز، نشان داد که ۴۰ ٪ بهزیستی گزارش شده‌است. یک مطالعه دیگر گزارش داد که تغییر استرس زا مثبت به افراد اجازه می‌دهد تا به جای یک بحران، ناراحتی را به عنوان یک فرصت رشد مشاهده کنند.
پس از بهبودی از COVID-19، بسیاری از آنها همچنان اثرات طولانی مدت ویروس را تجربه می‌کنند. از این اثرات ممکن است شامل حس گمشدگی یا کاهش یافتگی طعم و بو باشد که نتیجه تأثیر ویروس بر سلولهای موجود در بینی است. در حالی که این علائم کشنده نیست، عدم وجود این حواس برای مدت طولانی می‌تواند باعث عدم اشتها، اضطراب و افسردگی شود. کسانی که در هنگام مبارزه با عفونت مستقیم ویروس COVID-19 در بخش مراقبت‌های ویژه پذیرفته شده‌اند، عواقب سلامت روان را در نتیجه این اقامت در این بخش‌های مراقبت ویژه را از از جمله PTSD، اضطراب و افسردگی تجربه می‌کنند.